# Music Farm
Music Farm è stato un reality show musicale di Rai 2 di tre stagioni, di cui la prima andata in onda dal 16 aprile 2004, con la conduzione di Amadeus affiancato da Rosita Celentano e con la partecipazione di Gene Gnocchi.
L'anno seguente il programma viene condotto da Simona Ventura con inviato Ivan Cattaneo, ex concorrente della edizione precedente, dall'11 marzo 2005. La Ventura conduce anche la terza ed ultima edizione, in onda dal 21 marzo 2006, con inviato Max Novaresi.
I vincitori delle tre edizioni sono stati Riccardo Fogli, Dolcenera e Pago.
La prima edizione è andata in onda in diretta dal Centro Multimediale di Terni, mentre i concorrenti alloggiavano presso il Centro Mességué di Melezzole (TR).
Le successive due edizioni, condotte da Simona Ventura, vennero realizzate presso lo studio 76 degli East End Studios di Via Mecenate a Milano (dal 2007 parte del Centro di Produzione Rai di Milano).
Come sigla della trasmissione venne utilizzato il singolo Tra palco e realtà di Luciano Ligabue del 1997 cantato dai concorrenti delle diverse edizioni.

## Regolamento
Ogni settimana alcuni cantanti in gara preparano dei brani da cantare la sera della diretta. Questa preparazione è supportata da tutte le comodità possibili per incitare i cantanti a cantare meglio e per questo hanno a disposizione un personale tutto per loro (fisioterapisti, massaggiatori, parrucchieri), quasi come una beauty-farm (da cui il nome del reality). La sera della diretta i cantanti cantano questi brani e il pubblico (prima edizione) o una commissione speciale (seconda edizione) vota la hit parade dei loro brani preferiti.
Il primo classificato eviterà la fase successiva, in cui tutti i concorrenti votano la persona che vorrebbero sfidare in un'eventuale nomination. Chi riceve più voti ha la facoltà di sfidare uno dei concorrenti che l'ha votato (solo nella prima edizione, nella seconda invece colui che riceve più voti può sfidare chiunque, tranne il primo in classifica). Coloro che vanno in nomination in una settimana si prepareranno per cantare:
- un loro successo
- un altro successo non loro
- un duetto

Il pubblico attraverso il televoto decide chi debba essere eliminato. Il meno votato esce dal gioco e, con questo meccanismo, i concorrenti vengono progressivamente eliminati. In finale arrivano in tre che si contendono il premio finale del disco di "Music Farm".

## Edizioni
| Edizione | Periodo        | Periodo       | Puntate | Rete  | Conduzione     | Inviato          | Opinionisti    | Concorrenti | Vincitore      |
| Edizione | Inizio         | Fine          | Puntate | Rete  | Conduzione     | Inviato          | Opinionisti    | Concorrenti | Vincitore      |
| -------- | -------------- | ------------- | ------- | ----- | -------------- | ---------------- | -------------- | ----------- | -------------- |
| 1ª       | 16 aprile 2004 | 6 giugno 2004 | 8       | Rai 2 | Amadeus        | Rosita Celentano | Gene Gnocchi   | 11          | Riccardo Fogli |
| 2ª       | 11 marzo 2005  | 6 maggio 2005 | 9       | Rai 2 | Simona Ventura | Ivan Cattaneo    | Valeria Marini | 11          | Dolcenera      |
| 3ª       | 21 marzo 2006  | 9 maggio 2006 | 8       | Rai 2 | Simona Ventura | Max Novaresi     | –              | 12          | Pago           |

### Prima edizione
La prima edizione è andata in onda dal 16 aprile al 6 giugno 2004 ed è stata condotta da Amadeus. La media di ascolti è stata di 3.657.000 pari al 17,59% di share, ed è l'edizione più vista del programma.
Partecipanti e classifica: 

1. Riccardo Fogli 

2. Ivan Cattaneo 

3. Ricchi e Poveri 

Marco Armani 

Annalisa Minetti 

Fiordaliso

Loredana Bertè 

Scialpi 

Francesca Alotta 

Gianni Fiorellino 

Silvia Salemi
Direttore d'orchestra: Pinuccio Pirazzoli
Inviata: Rosita Celentano.

### Seconda edizione
La seconda edizione è andata in onda dall'11 marzo al 6 maggio 2005 ed è stata presentata da Simona Ventura. La media di ascolti di quest'edizione è stata di 3.357.000 spettatori pari al 15,29% di share.
Partecipanti e classifica: 

1. Dolcenera 

2. Fausto Leali 

3. Simone 

Iva Zanicchi 

Mariella Nava 

Francesco Baccini (espulso) 

Franco Simone 

Linda Valori 

Mietta 

Gerardina Trovato 

Danny Losito
Direttore d'orchestra: Leonardo de Amicis
Inviato: Ivan Cattaneo

### Terza edizione
La terza edizione è andata in onda da martedì 21 marzo 2006, a martedì 9 maggio 2006, ed è stata presentata da Simona Ventura. La media di quest'edizione è stata di 2.629.000 spettatori pari al 13,15% di share.
Partecipanti e classifica: 

1. Pago 

2. Massimo Di Cataldo 

3. Ivana Spagna 

Alberto Fortis 

Laura Bono 

Franco Califano 

Alessandro Safina 

Jenny B 

Silvia Mezzanotte 

Leda Battisti 

Viola Valentino 

Simone Patrizi
Direttore d'orchestra: Fio Zanotti.
Inviato: Max Novaresi

## Audience
| Edizione | Rete televisiva | Anno | Stagione  | Programmazione | Programmazione | Programmazione | Programmazione | Programmazione | Programmazione | Programmazione | Collocazione | Telespettatori | Share  | Premiere       | Premiere | Finale         | Finale |
| Edizione | Rete televisiva | Anno | Stagione  | L              | M              | M              | G              | V              | S              | D              | Collocazione | Telespettatori | Share  | Telespettatori | Share    | Telespettatori | Share  |
| -------- | --------------- | ---- | --------- | -------------- | -------------- | -------------- | -------------- | -------------- | -------------- | -------------- | ------------ | -------------- | ------ | -------------- | -------- | -------------- | ------ |
| 1ª       | Rai 2           | 2004 | primavera |                |                |                |                |                |                |                | Prima serata | 3 657 000      | 17,59% | 4 110 000      | 18,07%   | 4 228 000      | 23,12% |
| 2ª       | Rai 2           | 2005 | primavera |                | 3 357 000      | 15,29%         | 2 966 000      | 12,98%         | 4 625 000      | 21,95%         | Prima serata |                |        |                |          |                |        |
| 3ª       | Rai 2           | 2006 | primavera |                |                | 2 629 000      | 13,15%         | 2 952 000      | 13,98%         | 2 733 000      | Prima serata | 14,09%         |        |                |          |                |        |

## Compilation
- 2004 - Music Farm Compilation